# Cal Purroig
Cal Purroig és una masia del municipi de Cervelló (Baix Llobregat) inclosa en l'Inventari del Patrimoni Arquitectònic de Catalunya.

## Descripció
És una masia de planta basilical amb teulada a dues vessants. Consta de planta baixa, pis i golfes, les quals només es troben en la cruïlla central que és més elevada que les dues laterals. Està orientada a migdia.

## Història
Existeix un document referent a Cal Purroig del 1792 on hi figura un segell lacrat del rei Carles III. Aquesta masia està ubicada dins del nucli més antic del poble. Als anys 60 del segle xx, la masia va ser reformada.